# Reino de Talossa
Talossa, oficialmente el Reino de Talossa (en talosano: Regipäts Talossan), es el nombre de una micronación fundada en 1979 por el en ese entonces adolescente de 14 años Robert Ben Madison de Milwaukee, Estados Unidos. Es una de las micronaciones más antiguas que aún se encuentran vigentes. También fue la primera en tener una presencia en internet (noviembre de 1995) y continúa siendo una de las más famosas. Su visibilidad en la red y la prensa desde finales de los años 1990 contribuyeron al surgimiento de muchas otras micronaciones en el internet.
Talossa cuenta con varios reclamos territoriales en varias partes del mundo, en particular una parte de Milwaukee, la cual es considerada como la Gran Área Talossa, pero ni Talossa ni sus reclamos territoriales son reconocidos oficialmente por las Naciones Unidas ni por naciones ordinarias. La población actual de esta micronación es de 255 habitantes.

## Gobierno
Talossa es una monarquía constitucional. Cuenta con un primer ministro y un gabinete, un monarca, y un congreso bicameral llamado el Ziu (la cámara baja es conocida como Cosa y la cámara alta como Senäts), en muchos aspectos funciona como una nación ordinaria, con leyes, instituciones gubernamentales y otros. Los miembros son considerados "ciudadanos" e históricamente han sido admitidos a través de un proceso de "inmigración" formal.

## Partidos políticos

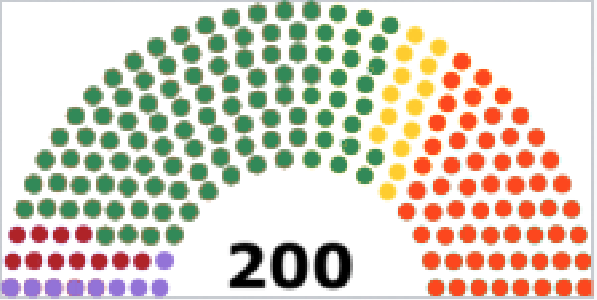

Al igual que otras naciones, Talossa cuenta con partidos políticos. Elaboran políticas públicas y las presentan para su consideración por parte del Ziu, el congreso. En las elecciones de la cámara baja del 1 de marzo de 2016, el Partido Demócrata (FreeDem) ganó las elecciones tras sumar 66 de los 200 escaños en juego, aunque el principal partido de la oposición, el conservador-monarquista RUMP, fue el que finalmente consiguió formar gobierno. La Ley Orgánica de 1997 es la actual base de todos los derechos civiles y el gobierno.

## Cultura

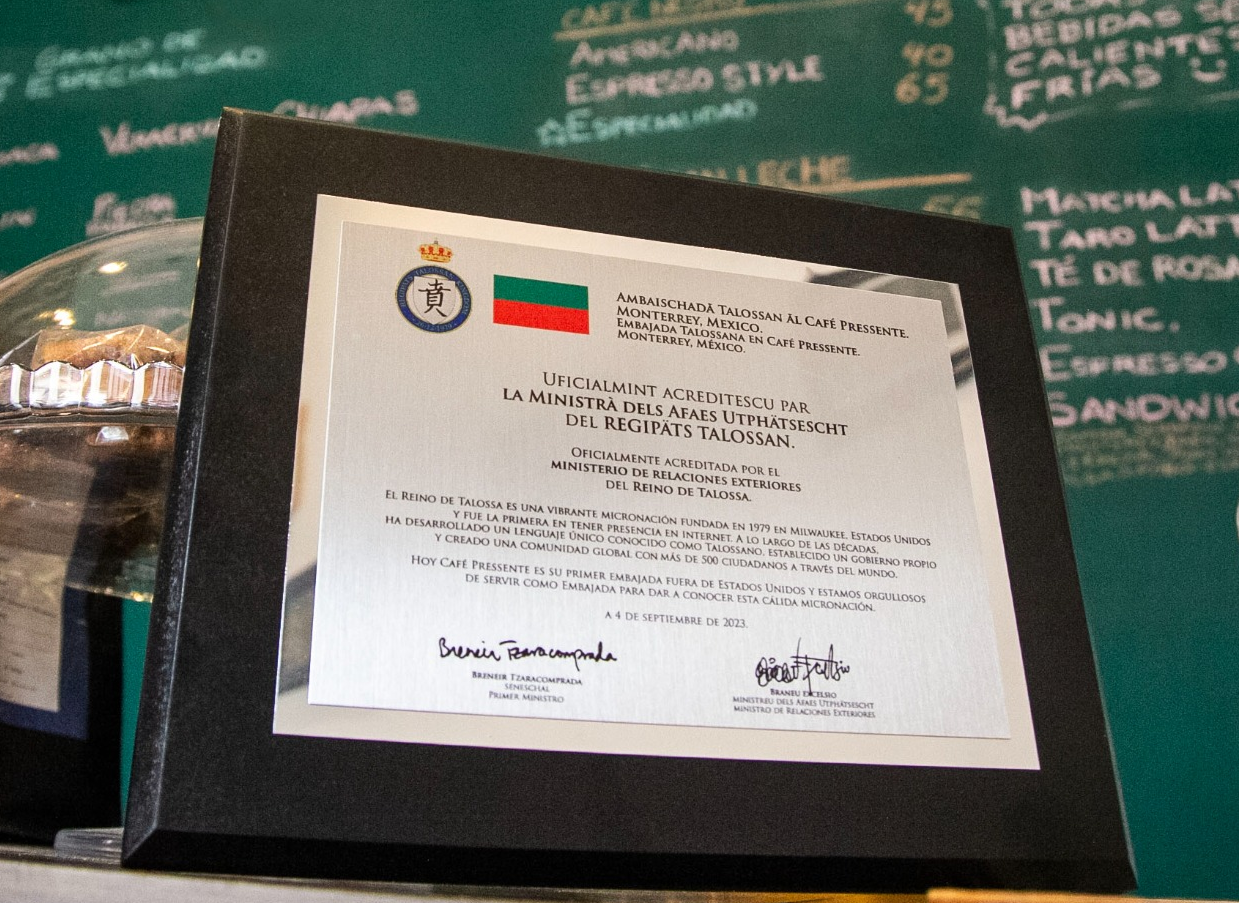
Placa de la embajada del Reino de Talossa en Monterrey, México.

La cultura talossana ha sido desarrollada a lo largo de los años por Robert Madison y otros miembros de la micronación. El idioma nacional, el talosano, fue creado por Madison en 1980. Tiene un rico vocabulario de más de 28.000 palabras, entre ellas una que significa «amor a primera vista». Los juegos de guerra son el pasatiempo nacional e incluso existe un feriado nacional dedicado a ellos.
La cultura talossana moderna incluso tiene un efecto en su política: dos vertientes populares de pensamiento en Talossa sobre la naturaleza del grupo —la que considera a Talossa como un país real (derivativism) o la que considera el fenómeno como algo nuevo y único (peculiarism)— están representadas por partidos políticos distintos y compiten para promover sus puntos de vista.
La nación ha tenido una prensa activa durante mucho tiempo, la cual ha publicado periódicos y podcasts. Las publicaciones que actualmente se encuentran activas son Beric'ht Talossan (en inglés, «Talossan News Report») y El Tamlált Talossán (en inglés, «The Talossan Gazelle»).

## Historia
Talossa fue fundada como un reino el 26 de diciembre de 1979 por Robert Ben Madison, un residente de 14 años de Milwaukee, poco después de la muerte de su madre. En ese momento el reino solo comprendía el cuarto de Madison, y él lo bautizó como «Talossa» luego de descubrir que la palabra significaba «dentro de la casa» en finés.
Talossa cuenta con una detallada "historia oficial". Sin embargo, debido a la naturaleza de la institución, la mayoría de sus detalles solo pueden ser corroborados por los testimonios de sus miembros actuales y pasados, y parece estar disputada.
En 2004, un grupo de disidentes del Reino de Talossa se separaron del país, y estos ex-ciudadanos crearon la República de Talossa. Este grupo regresó al reino en 2012, convirtiéndose nuevamente en una sola nación.